# Explosievenopruimingsdienst

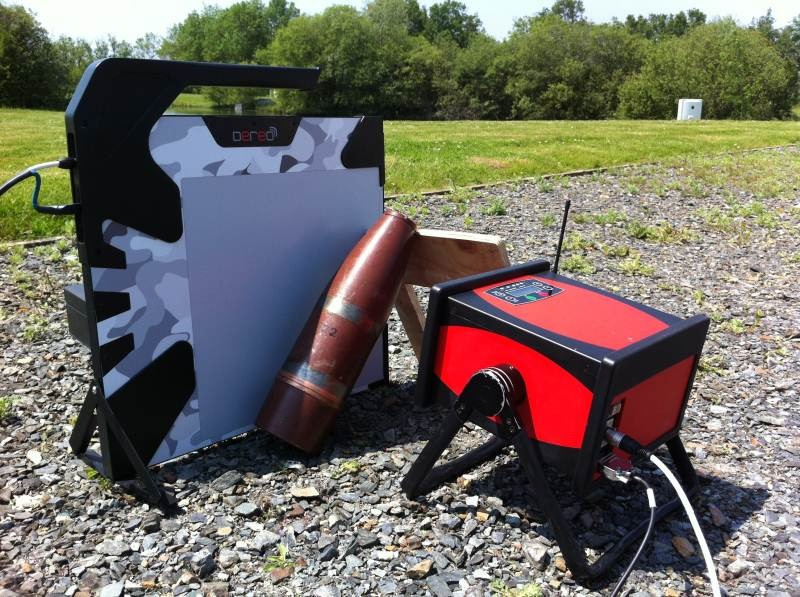
Explosievenopruimingsdienst met röntgenstraling.

Een explosievenopruimingsdienst of EOD is een instelling die tot taak heeft explosieven onschadelijk te maken en op te ruimen.
In Nederland waren er EOD's van de landmacht, de marine en van de luchtmacht, die nu alle verenigd zijn in de Explosieven Opruimingsdienst Defensie.
In België is de DOVO, 'Dienst voor de opruiming en vernietiging van ontploffingstuigen' de aangewezen dienst.
In het Verenigd Koninkrijk staat EOD voor Explosive Ordnance Disposal.